# Emoia popei
Emoia popei är en ödleart som beskrevs av Brown 1953. Emoia popei ingår i släktet Emoia och familjen skinkar.
Artens utbredningsområde är Papua Nya Guinea. Inga underarter finns listade i Catalogue of Life.